# MBRtool
MBRtool – prosty program narzędziowy do robienia kopii bezpieczeństwa i edycji sektora MBR dysku twardego, uruchamiany z linii poleceń DOS-a albo dyskietki ratunkowej (startowej) Windowsa 98 lub 95. 
Program jest rozpowszechniany na licencji typu freeware.
Wykonanie kopii jest stosunkowo proste, ale edytor wymaga znajomości organizacji dysku. 

## Podstawowe komendy
- mbrtool /x:b /d:0 /f:kopia – zapisuje zawartość MBR pierwszego dysku do zbioru „kopia”
- mbrtool /x:r /d:0 /f:kopia – odtwarza zawartość MBR pierwszego dysku ze zbioru „kopia”
- mbrtool /x:e /d:0 – edytuje zawartość MBR pierwszego dysku.